# Dunja Vejzović
Dunja Vejzović (Zagreb, 20. listopada 1943. - ) hrvatska je operna pjevačica i glazbena pedagoginja velikoga međunarodnoga ugleda. Uspješno je pjevala mnoge sopranske i mezzosopranske uloge. 

## Životopis
Dunja Vejzović počela je karijeru još kao studentica zagrebačke Muzičke akademije, nastupom u ulozi Vještice u operi Ivica i Marica Engelberta Humperdincka u produkciji Akademije 20. svibnja 1968. Prva velika uloga u angažmanu u HNK bio joj je 1970. Ariel u Oluji Stjepana Šuleka. 
Nakon jednogodišnjeg angažmana u Zagrebu i jednogodišnjeg usavršavanja u Stuttgartu došla je 1971. u Nürnberg, gdje se oblikovala u snažnu, sasvim posebnu umjetničku osobnost, i svojom Azucenom u Trubaduru u režiji Hansa Neuenfelsa 1974. na sebe skrenula pozornost glazbene javnosti. 
Po odlasku iz Nürnberga 1978. dvije je godine provela u angažmanu u Frankfurtu i nastavila strelovit uspon u vrh svjetske operne reprodukcije. Od 1980. slobodna je umjetnica. Tri je godine, od 1978-1980. u hramu Wagnerove umjetnosti na Bayreuthskim svečanim igrama pjevala njegovu kultnu ulogu Kundry i postala njezina vodeća svjetska interpretkinja. Pod ravnanjem Herberta von Karajana s Berlinskim filharmoničarima snimila je za velike gramofonske tvrtke DGG i EMI tri cjelovite Wagnerove opere: Parsifala, koji je dobio Grand Prix du Disque, Lohengrina i Ukletog Holandeza. Ona sama dobila je nagradu Orphée d’or (Zlatnog Orfeja). Bila je protagonisticom premijera u Bečkoj državnoj operi, Scali, pariškoj Velikoj operi. U zenitu svoje vagnerijanske afirmacije poželjela je prijeći u sopranski fah i talijanski belkantistički repertoar nastavljajući njegovanje francuskoga, koji joj osobito dobro leži. U Zagreb se vratila kao gošća 1980. i oduševila svojom Adalgisom u Normi. Slijedile su izvrsne Abigaille u Nabuccu i Massenetova Thérese. Godine 1986. počela je surađivati s avangardnim redateljem Robertom Wilsonom, koji je znatno utjecao na njezina dalja promišljanja što je svrstavaju u red onih umjetnica operne scene koje se ne mogu ničemu pokoriti i uvijek iznova nečim iznenađuju. Zanimljiva osobnost, vrhunske muzikalnosti i iznimnih vokalnih mogućnosti, posljednja je u nizu velikih hrvatskih umjetnika koji su nastupali na najvećim svjetskim opernim scenama.

## Diskografija (izbor)
- R. Wagner: Lohengrin – Tomowa-Sintow, Kollo; Karajan, 1976. – 81. / EMI
- R. Wagner: Parsifal – Hofmann; Karajan, 1979./80. / Deutsche Grammophon
- R. Wagner: Der fliegende Holländer – Hofmann, van Dam; Karajan, 1981. – 83. / EMI
- S. Mercadante: La vestale – Cecchele; Šutej, 1987. / Bongiovanni
- H. Berlioz: La mort de Cléopâtre – Eschenbach, 1988. / Supraphon
- J. Brahms: Alto Rhapsody – Eschenbach, 1992. / Virgin Classics

## Video-snimke opera (izbor)
- G. Puccini: Suor Angelica – Plowright; Gavazzeni, Bussotti, 1983. / Kultur
- J. Massenet: Hérodiade – Carreras, Pons, Caballé; Delacôte, Berraondo, 1985. / Televisió de Catalunya (TV3)
- R. Wagner: Lohengrin – Studer, Domingo; Abbado, Weber, 1990. / Image Entertainment

## Nagrade i priznanja
- 1981./82. – nagrada Orphée d’or (Zlatni Orfej) zaklade Fanny Heldy za snimljenu izvedbu Kundry (R. Wagner: Parsifal)
- 1982. – nagrada Milka Trnina Hrvatskoga društva glazbenih umjetnika
- 1983. – godišnja nagrada Vladimir Nazor
- 1984. – nagrada Orphée d’or (Zlatni Orfej) zaklade Fanny Heldy za snimljenu izvedbu Ortrud (R. Wagner: Lohengrin)
- nagrada Judita za najbolju umjetničku izvedbu na Splitskom ljetu (1987. ?)
- 1989. – nagrada Orlando za najbolju umjetničku izvedbu na Dubrovačkim ljetnim igrama
- 1993. – Vjesnikova nagrada Josip Štolcer Slavenski
- 1995. – diskografska nagrada Porin za najbolju vokalnu izvedbu
- 1996. – odličje Red Danice hrvatske s likom Marka Marulića
- 1999. – diskografska nagrada Porin za životno djelo i poseban doprinos hrvatskoj glazbenoj kulturi
- 2003. – diskografske nagrade Porin: za album godine i najbolju solističku ili komornu izvedbu
- 2010. – njemački Savezni križ za zasluge (njem. Bundesverdienstkreuz) za izuzetne zasluge u brojnim humanitarnim, socijalnim i kulturnim projektima[1]
- 2013. – Nagrada hrvatskog glumišta za svekoliki doprinos opernoj umjetnosti[2]
- 2019. - Nagrada Vladimir Nazor za životno djelo

## Vanjske poveznice
- Proleksis enciklopedija Online: Vejzović, Dunja (životopis)
- www.porin.info – Dunja Vejzović (životopis)  Arhivirana inačica izvorne stranice od 23. studenoga 2013. (Wayback Machine)
- [neaktivna poveznica]
- www.classicalm.com – Dunja Vejzović (životopis) (engl.) (rus.) (kin.)
- Bayreuther Festspiele: Dunja Vejzović (životopis) (njem.) (engl.)
- Večernji list (Online) – Branimir Pofuk: »Otišla sam u svijet jer mi nisu davali ništa za pjevati«
- Discogs.com – Dunja Vejzović (diskografija)
- Slobodna Dalmacija (Online) – Zoran Paškov & Divna Zelić: »Njemački predsjednik odlikovao hrvatsku opernu divu«
- IMDb: Dunja Vejzović (engl.)